# Congrégation des témoins de Jéhovah de St-Jérôme-Lafontaine c. Lafontaine (Village)
Congrégation des témoins de Jéhovah de St-Jérôme-Lafontaine c. Lafontaine (Village) est un arrêt de principe de la Cour suprême du Canada en droit administratif canadien rendu en 2004. Dans cet arrêt, la Cour a appliqué le cadre juridique développé dans l'arrêt Baker pour analyser l'obligation d'équité d'un décideur administratif à l'égard d'une demande de zonage faite à une municipalité et a conclu que l'administration municipale avait une obligation d'équité procédurale envers le demandeur dans la façon dont elle a évalué et répondu à leur demande de rezonage.

## Les faits
La Congrégation des témoins de Jéhovah de St-Jérôme-Lafontaine (« la congrégation ») désirait construire un lieu de culte dans le village de Lafontaine (Québec). Selon la Loi sur l'aménagement et l'urbanisme un tel établissement religieux doit être sur un terrain avec une désignation de zonage P-3. La congrégation n'a pas été en mesure de localiser un terrain convenable à vendre avec une telle désignation. Par conséquent, la congrégation a conclu une entente pour acheter un terrain avec un zonage différent, la vente étant conditionnelle à l'autorisation par la municipalité de changer le zonage du terrain.
La municipalité a refusé la demande de rezonage du terrain après avoir mené une étude approfondie et fourni des motifs détaillés de la décision, qui concernaient principalement l'augmentation du fardeau fiscal pour les résidents du voisinage. La congrégation a répondu à la décision de la municipalité en trouvant un terrain différent et a de nouveau demandé le rezonage de ce terrain. La municipalité a ensuite rejeté sommairement cette demande de rezonage, se contenant d'observer que les terrains P-3 sont disponibles ailleurs. Lorsque la congrégation était à nouveau incapable de trouver un terrain approprié en zone P-3, après une recherche de quatre ans, elle a demandé une troisième fois à la municipalité de rezoner un terrain qu'elle pourrait acheter. La municipalité a de nouveau rejeté sommairement leur demande sans fournir de motifs. À ce stade, la congrégation s'est tournée vers les tribunaux pour contester l'équité de la décision de la municipalité.

## Jugement de la Cour suprême
La Cour suprême accueille le pourvoi de la Congrégation des témoins de Jéhovah de St-Jérôme-Lafontaine.

## Motifs du jugement

### L'obligation de la municipalité
Afin de déterminer l'obligation que la municipalité avait envers la congrégation, le tribunal a appliqué les cinq facteurs de l'arrêt Baker. Le tribunal a conclu que la municipalité avait une obligation d'équité envers la congrégation après avoir appliqué les cinq facteurs.

« *(1) la nature de la décision recherchée et le processus suivi pour y parvenir; 
- (2) la nature du régime législatif et les termes de la loi régissant l’organisme;
- (3) l’importance de la décision pour les personnes visées;
- (4) les attentes légitimes de la personne qui conteste la décision;
- (5) les choix de procédure que l’organisme fait lui‑même. »

Plus précisément, le tribunal a statué que le contenu de l'obligation d'équité procédurale envers la congrégation était que la municipalité était tenue d'évaluer soigneusement les demandes de dérogation de zonage de la congrégation et de donner les raisons de leur refus.

### Réparation
Le tribunal a conclu que « la municipalité a agi de manière arbitraire, à la limite de la mauvaise foi. » En conséquence, le tribunal a annulé les deuxième et troisième refus de rezonage car ils n'étaient pas conformes à la loi. Le tribunal a ordonné à la municipalité de reconsidérer la demande de la congrégation. La congrégation a fait valoir qu'un tel recours était inadéquat car elle a fait valoir que la municipalité était susceptible de rejeter à nouveau la demande, mais avec des motifs valables.
Cependant, le tribunal a rejeté cet argument parce qu'il implique que la congrégation avait droit à une décision de fond particulière, au lieu d'avoir simplement droit à un processus équitable. De plus, le tribunal n'a pas été en mesure de conclure dans son appréciation des faits si la municipalité avait agi de mauvaise foi en refusant les deuxième et troisième demandes de modification de zonage de la congrégation.